# Aristarco da Cólquida
Aristarco (em latim: Aristarchus; em grego: Ἀρίσταρχος; romaniz.: Arístarchos) foi um rei cliente da República Romana no Reino da Cólquida de 63 a ca. 47 a.C.. Foi instalado pelo general Pompeu no contexto da Terceira Guerra Mitridática. Aristarco é conhecido principalmente pelas obras do historiador do século I Apiano, bem como pelas moedas emitidas em seu nome.

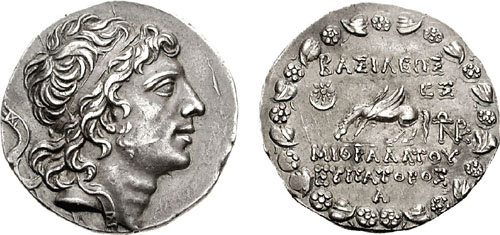
Tetradracma do rei

## Vida
Aristarco foi nomeado rei da Cólquida, em 63 a.C., pelo general Pompeu após sua conquista do reino, no decorrer da Terceira Guerra Mitridática que opôs a República Romana a Mitrídates VI (r. 120–63 a.C.). A nomeação de Aristarco foi relatada por Apiano. Estrabão também menciona a nomeação de um novo governante no reino, mas não especifica seu nome. Como confirmam os dracmas existentes de Aristarco, ele estava "acima da Cólquida", mas não era um rei, apesar de ter sido assim chamado pelos historiadores Eutrópio e Sexto Rufo.
Aristarco foi provavelmente um dos aristocratas locais, escéptucos ("portadores do cetro"), que escolheu ficar do lado dos romanos durante a guerra com Mitrídates. O único outro escéptuco conhecido pelo nome, Oltaces, foi feito prisioneiro por Pompeu e desfilou pelas ruas de Roma como parte de sua procissão triunfal. O ano 12 na cunhagem de Aristarco indica que seu governo na Cólquida continuou até pelo menos 52/1 a.C. e provavelmente mais tarde, até c. 47 a.C., quando o filho do falecido rei Mitrídates VI, Fárnaces II, aproveitou uma guerra civil em Roma e conquistou a Cólquida.

## Cunhagem
Das sete moedas de prata existentes emitidas em nome de Aristarco, uma está localizada no Museu Britânico, em Berlim e em Paris, duas no Museu Hermitage, uma, inédita, no Museu Ashmolean de Oxônia, e uma, em Tiblíssi. Apenas o local da descoberta dos exemplares do Hermitage é conhecido, sendo um perto de Sucumi, e o outro, perto de Igoeti, no leste da Geórgia, em 2018. O anverso representa uma cabeça masculina com uma coroa radiante, provavelmente Hélio, mas semelhante a Pompeu. Na opinião do numismata georgiano Dundua, esta representação combina a afirmação tradicional dos reis da Cólquida de serem descendentes do deus-sol com uma necessidade política de reconhecer Pompeu como a fonte do poder de Aristarco. A figura feminina sentada com uma coroa mural no reverso é provavelmente Tique, uma divindade que governava a fortuna e a prosperidade de uma cidade, acompanhada pela legenda "Aristarco da Cólquida" (ΑΡΙΣΤΑΡΧΟ(Υ) ΤΟΥ ΕΠΙ ΚΟΛΧΙΔΟ(Σ)).